# Simorcus
Simorcus là một chi nhện trong họ Thomisidae.